# Кара (Того)
Кара (фр. Kara) — місто в північно-східній частині Того, адміністративний центр регіону Кара.

## Географія
Місто лежить за 413 км на північ від столиці країни, міста Ломе, недалеко від кордону з Беніном. Абсолютна висота — 312 метрів над рівнем моря.

## Населення
За даними на 2013 рік, чисельність населення становить 112 247 осіб.
Динаміка чисельності населення міста за роками:
| 1981   | 1987   | 2000   | 2002   | 2003   | 2004   | 2005    | 2013    |
| ------ | ------ | ------ | ------ | ------ | ------ | ------- | ------- |
| 28 902 | 41 000 | 82 000 | 92 000 | 95 000 | 99 000 | 100 400 | 112 247 |

## Економіка та транспорт
Економіка Кари заснована на сільському господарстві, основними продуктами якого є кава, какао та бавовна.
За декілька кілометрів на північ від Кари, у місті Ньямтугу, розташований міжнародний аеропорт.

## Галерея

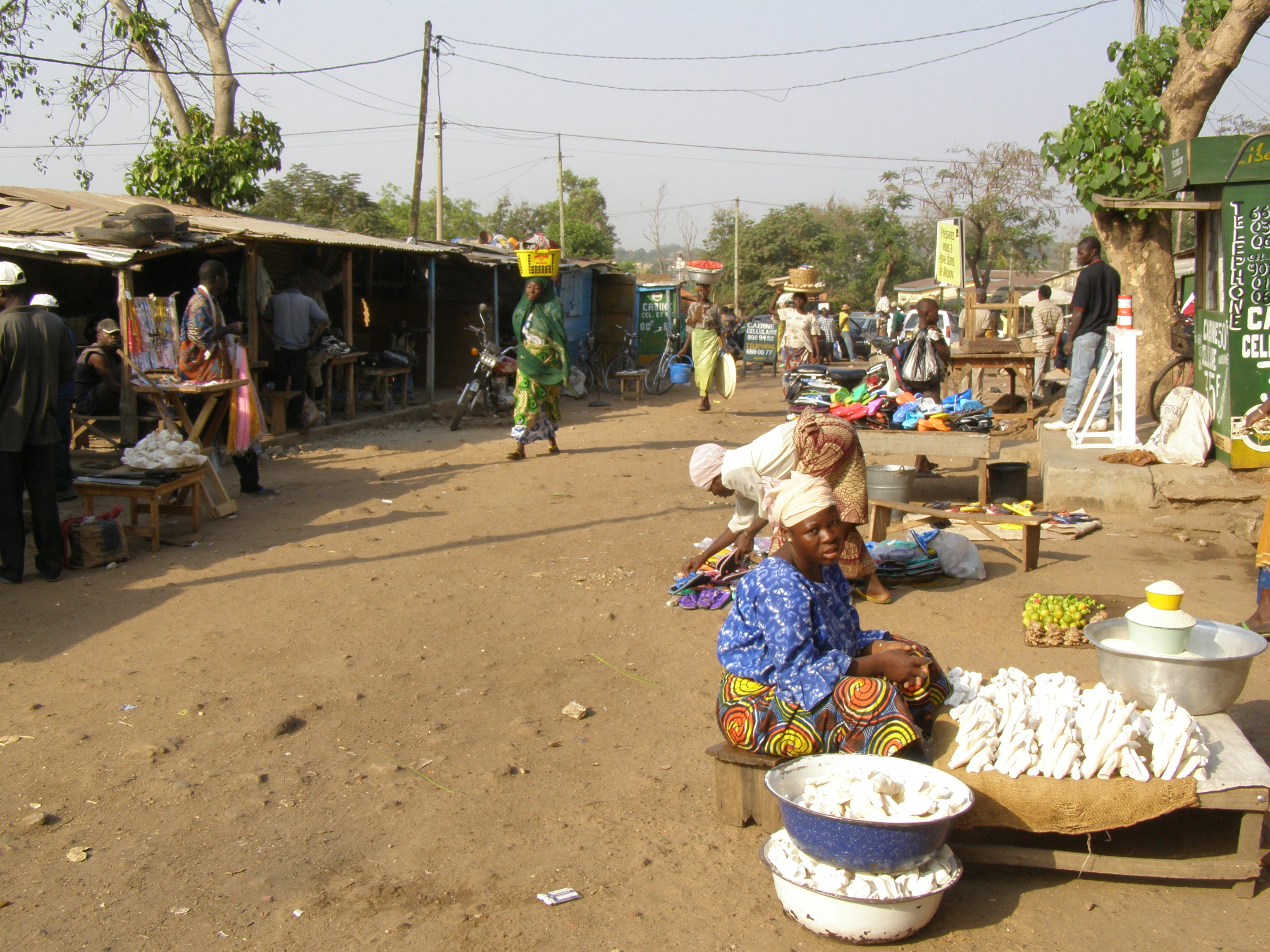
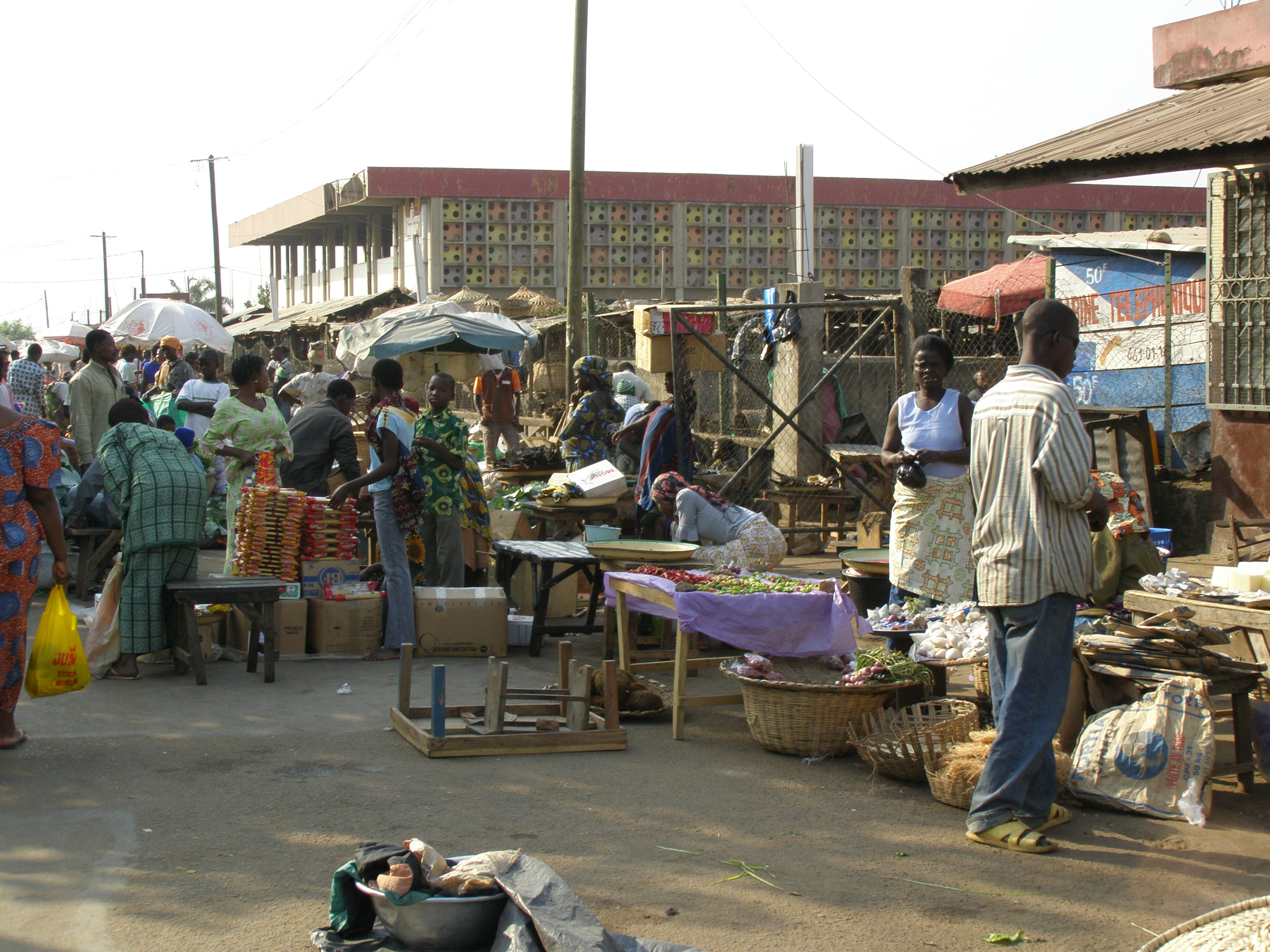
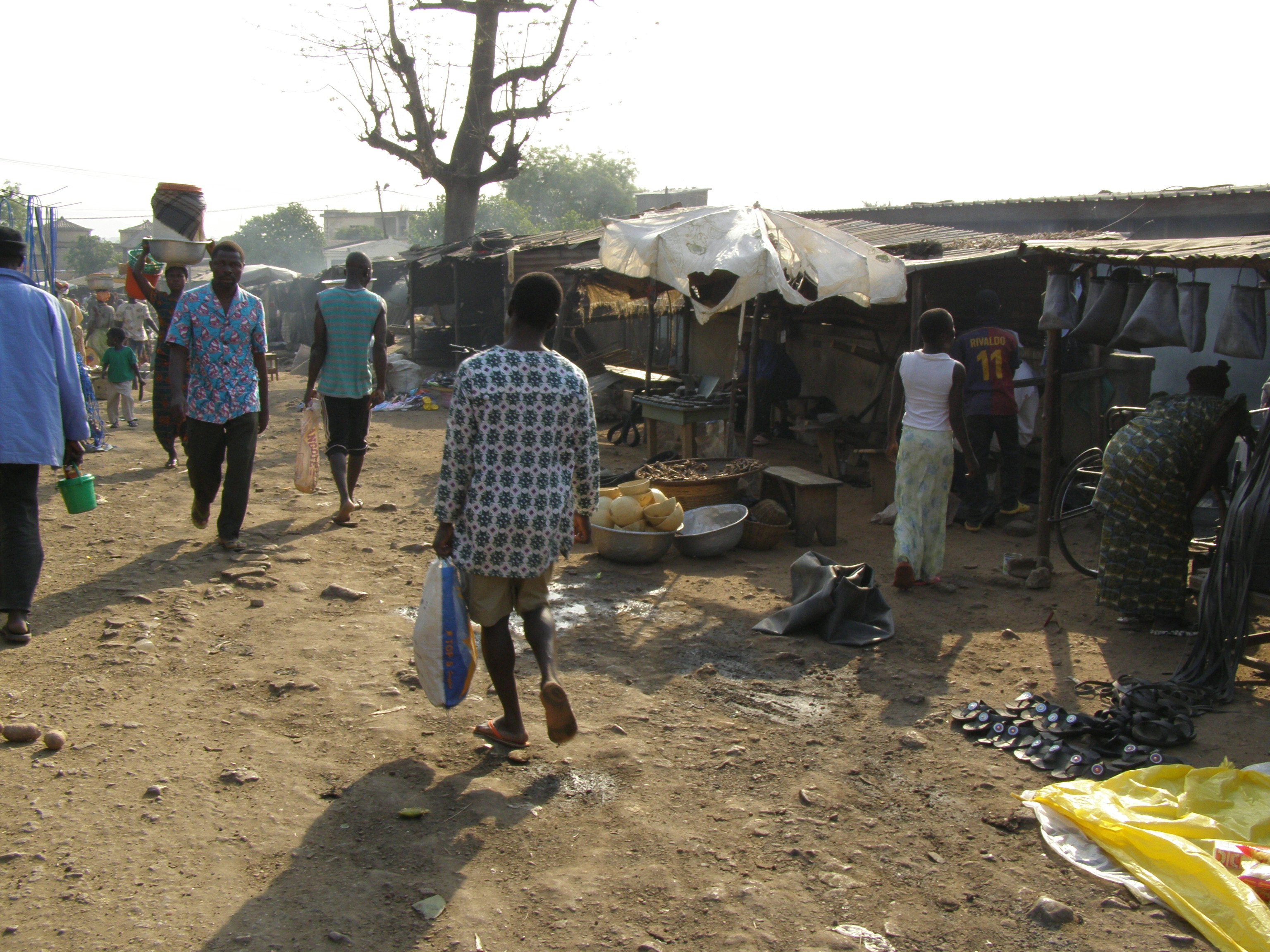